# 陌陂镇
陌陂乡，是中华人民共和国河南省南阳市社旗县下辖的一个乡镇级行政单位。

## 行政区划
陌陂乡下辖以下地区：
街南村、街北村、张庄村、赵油楼村、关庄村、后洼村、朱庄村、梁桥村、谢庄村、辛庄村、张其浩村、张楼村、鲁庄村、左林村、前洼村、贾寨村、良王庄村、黑土流村和完粮徐村。